# Jardim São Caetano
Jardim São Caetano é um bairro nobre do município brasileiro de São Caetano do Sul, localizado no estado de São Paulo. Segundo o Instituto Brasileiro de Geografia e Estatística (IBGE), sua população no ano de 2000 era de 4 259 habitantes, sendo 2 036 homens e 2 223 mulheres. Possuía 1 163 domicílios e o rendimento médio mensal em cada um deles era de R$ 3899,16.
O bairro foi criado e projetado pela Companhia City, que possui uma área de 670 600 m². É estritamente residencial, contando com grandes residências de alto padrão, intensa arborização e amplas vias, além de abrigar a Escola Técnica Estadual da cidade. Faz divisa com as cidades de São Paulo e São Bernardo do Campo.